# Dème de Séllana
Le dème de Séllana, en grec moderne : Δήμος Σελλάνων / Dímos Sellánon, est un ancien dème du district régional de Kardítsa, en Thessalie, Grèce. Depuis 2010, il est fusionné au sein du dème de Palamás. 
Selon le recensement de 2011, la population du dème s'élève à 4 551 habitants.